# Irina Eduardowna Sluzkaja
Irina Eduardowna Sluzkaja (russisch Ирина Эдуардовна Слуцкая, /iˈrinɑ ˈslutskɑæ/ anhörenⓘ; * 9. Februar 1979 in Moskau, Sowjetunion) ist eine ehemalige russische Eiskunstläuferin, die im Einzellauf startete. Sie ist die Weltmeisterin von 2002 und 2005 und die Europameisterin von 1996, 1997, 2000, 2001, 2003, 2005 und 2006.

## Werdegang
Sluzkaja ist das einzige Kind einer russischen Mutter und eines jüdischen Vaters. Ihre Mutter war eine Skilangläuferin. Sie begann im Alter von vier Jahren mit dem Eiskunstlaufen. Sie startete für den Sportclub Moskwitsch und trainierte seit ihrem sechsten Lebensjahr bei Schanna Gromowa.
1995 wurde Sluzkaja Juniorenweltmeisterin und bestritt ihre erste Welt- und Europameisterschaft. Bereits ein Jahr später, 1996, wurde sie in Sofia Europameisterin und gewann bei der Weltmeisterschaft in Edmonton mit Bronze hinter Michelle Kwan und Chen Lu ihre erste Medaille. 1997 verteidigte sie ihren EM-Titel in Paris. 1998 wurde sie Vize-Europameisterin hinter ihrer Landsfrau Marija Butyrskaja und Vize-Weltmeisterin hinter Michelle Kwan. Bei ihren ersten Olympischen Spielen belegte sie in Nagano den fünften Platz. In der nächsten Saison konnte sie sich für kein internationales Turnier qualifizieren und dachte schon an ein Karriereende. 2000 startete sie aber ein erfolgreiches Comeback. Zum ersten Mal wurde sie russische Meisterin. Beim Grand-Prix-Finale in Lyon, das sie gewann, landete sie sieben Dreifachsprünge, darunter als erste Frau überhaupt eine Dreifach-Lutz-Dreifach-Rittberger-Kombination. In Wien gewann sie vor Butyrskaja ihren dritten EM-Titel. Bei der Weltmeisterschaft in Nizza unterlag sie Michelle Kwan und errang die Silbermedaille, dabei zeigte sie als erste Frau eine Dreifach-Salchow-Dreifach-Rittberger-Doppel-Toeloop-Kombination. Sluzkaja erfand auch die doppelte Biellmann-Pirouette, eine Biellmann-Pirouette mit Fußwechsel. Ein Jahr später verteidigte sie sowohl ihren nationalen Meistertitel, wie auch in Bratislava ihren Europameisterschaftstitel und auch ihren Sieg beim Grand-Prix-Finale. Bei der Weltmeisterschaft wurde sie erneut Zweite hinter Kwan. Im olympischen Jahr 2002 verteidigte sie erneut ihren nationalen Meistertitel und gewann zum dritten Mal in Folge das Grand-Prix-Finale. Bei der Europameisterschaft unterlag sie Marija Butyrskaja. Für die Olympischen Spiele in Salt Lake City wurde ein Zweikampf zwischen Sluzkaja und Michelle Kwan erwartet. Nach dem Kurzprogramm lag Sluzkaja knapp hinter Kwan. Diese machte allerdings Fehler. Sluzkaja musste die Kür gewinnen, machte jedoch ein paar kleinere Fehler. So verlor sie die Kür mit vier zu fünf Punktrichterstimmen gegen die US-Amerikanerin Sarah Hughes und gewann die Silbermedaille. Russland legte Einspruch gegen das Ergebnis ein, dieser wurde aber abgewiesen. Einen Monat später wurde Sluzkaja in Nagano zum ersten Mal Weltmeisterin.
Im Jahr 2003 gewann Sluzkaja in Malmö ihren fünften EM-Titel, konnte aber krankheitsbedingt nicht an der Weltmeisterschaft teilnehmen. Sie hatte erfahren, dass ihre Mutter schwer erkrankt war und eine Nierentransplantation brauchte. Danach erkrankte sie selber an einer Vaskulitis, einer Autoimmunerkrankung, und nimmt deshalb noch heute Medikamente. Im Oktober 2004 folgte außerdem eine Knieverletzung. So musste sie alle Turniere bis auf die Weltmeisterschaft absagen, bei dieser reichte es wegen der Verletzung aber nur zum neunten Platz. Ihre Ärzte hatten ihr von der Teilnahme abgeraten.
Kuriert von Verletzungen und Krankheiten ging sie in die Saison 2004/2005, die ihre erfolgreichste werden sollte. Sie gewann alle Wettbewerbe in der ISU-Grand-Prix-Serie, an denen sie teilnahm und zum Abschluss davon zum vierten Mal in ihrer Karriere das Grand-Prix-Finale. In Turin wurde sie zum sechsten Mal Europameisterin. Ihr emotionalster Auftritt folgte bei ihrer Heimweltmeisterschaft in Moskau. Nachdem sie eine fehlerfreie Kür gezeigt hatte, brach sie bei der Bewertung in Tränen aus während das Publikum „Ira“-Chöre anstimmte. Die Kür bei dieser WM bezeichnet sie bis heute als Lauf ihres Lebens, nicht zuletzt, weil er vor ihrer Familie und ihren Freunden nach dieser für sie schweren Zeit stattfand.
Im darauffolgenden Jahr wurde Sluzkaja in Lyon zum siebten Mal Europameisterin und hält damit den alleinigen Titelrekord in der Damenkonkurrenz bei Europameisterschaften.
Bei den Olympischen Winterspielen 2006 in Turin galt Sluzkaja wie schon vier Jahre zuvor als Favoritin auf die Goldmedaille. Nach dem Kurzprogramm lag sie ganz knapp hinter der US-Amerikanerin Sasha Cohen auf Platz zwei, zeigte in der Kür jedoch ihren dreifachen Flip nur doppelt und stürzte beim dreifachen Rittberger und gewann somit hinter der japanischen Olympiasiegerin Shizuka Arakawa und der US-Amerikanerin Sasha Cohen nur Bronze. Danach beendete Sluzkaja ihre Wettkampfkarriere.
Im August 1999 heiratete Sluzkaja ihren Freund Sergei Michejew. Das Paar lernte sich drei Jahre zuvor in einem Trainingscamp in der Nähe von Moskau kennen. 2000 schloss sie ein Studium an der Moskauer Sportakademie ab. Im November 2007 wurde sie Mutter eines Sohnes und im Oktober 2010 einer Tochter.
Sluzkaja betätigte sich als Moderatorin und Schauspielerin in verschiedenen Sendungen und Serien des russischen Fernsehens.

## Ergebnisse
| Wettbewerb / Jahr           | 92/93 | 93/94 | 1994/95 | 1995/96 | 1996/97 | 1997/98 | 1998/99 | 1999/00 | 2000/01 | 2001/02 | 2002/03 | 2003/04 | 2004/05 | 2005/06 |
| --------------------------- | ----- | ----- | ------- | ------- | ------- | ------- | ------- | ------- | ------- | ------- | ------- | ------- | ------- | ------- |
| Olympische Winterspiele     |       |       |         |         |         | 5.      |         |         |         | 2.      |         |         |         | 3.      |
| Weltmeisterschaften         |       |       | 7.      | 3.      | 4.      | 2.      |         | 2.      | 2.      | 1.      |         | 9.      | 1.      |         |
| Europameisterschaften       |       |       | 5.      | 1.      | 1.      | 2.      |         | 1.      | 1.      | 2.      | 1.      |         | 1.      | 1.      |
| Grand-Prix-Finale           |       |       |         | 2.      | 3.      | 4.      | 3.      | 1.      | 1.      | 1.      | 2.      |         | 1.      | 2.      |
| Juniorenweltmeisterschaften | 8.    | 3.    | 1.      |         |         |         |         |         |         |         |         |         |         |         |
| Russische Meisterschaften   |       | 3.    | 3.      | 2.      | 3.      | 4.      | 4.      | 1.      | 1.      | 1.      | 2.      | Z       | 1.      |         |

- Z = Zurückgezogen